# George Gamow

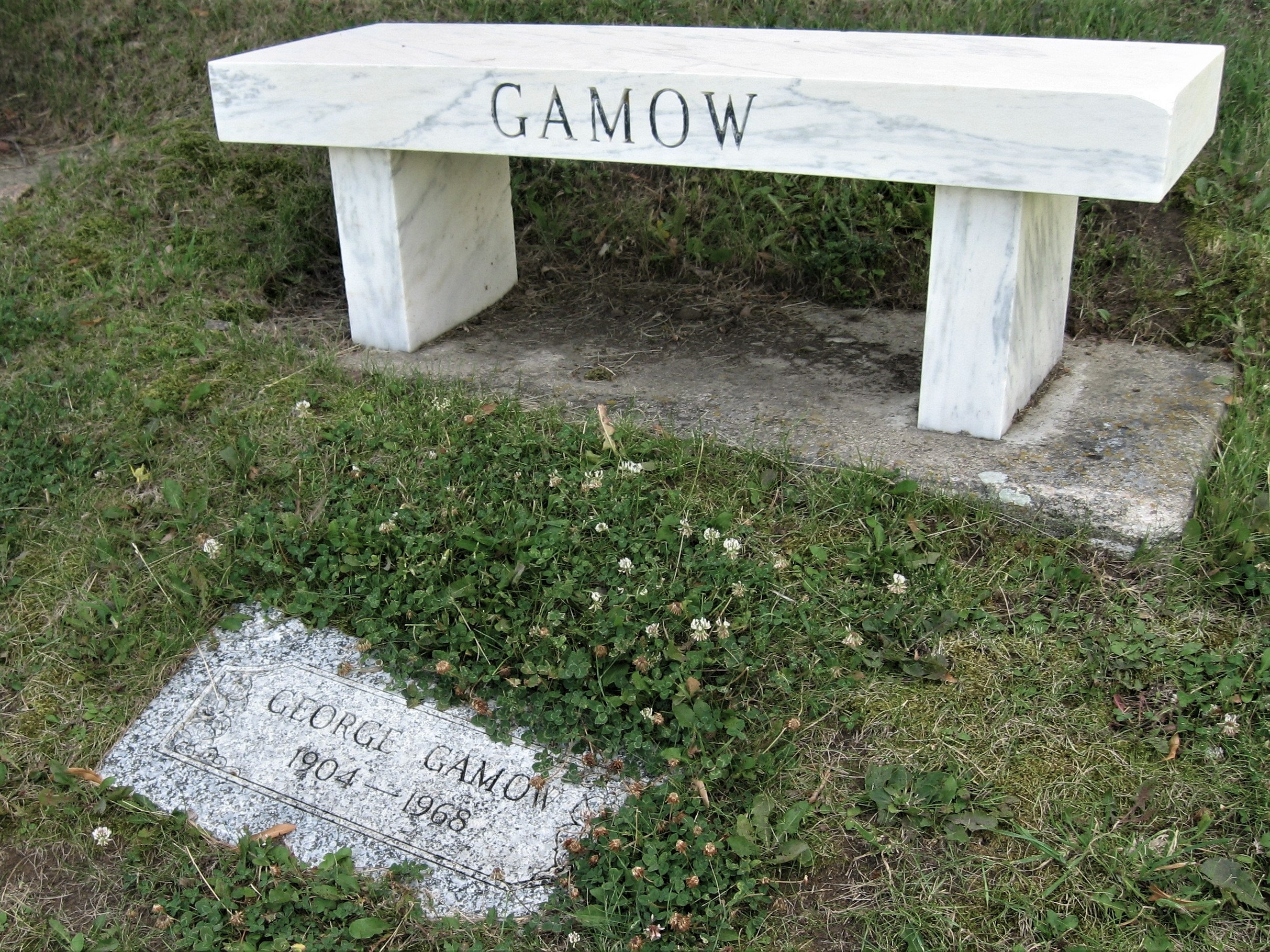
Gamow sírja Boulderben (Colorado) a Green Mountain temetőben

George Gamow — George Anthony Gamow, eredetileg Георгий Антонович Гамов (Georgij Antonovics Gamov), Odessza, 1904. március 4. – Boulder, Colorado, 1968. augusztus 19.), eredeti nevén Georgij Antonovics Gamov (Георгий Антонович Гамов), orosz származású amerikai fizikus.

## Élete
Az Orosz Birodalomban, Odesszában született (ma Ukrajna része). 1922–23-ban az itteni Novorosszija Egyetemen, majd 1923-29 között a Leningrádi Állami Egyetemen tanult. Egy ideig Alekszandr Fridman tanítványa volt. Ezt követően Göttingenben tanult kvantumelméletet; később itteni atommagkutatásaira alapozta doktori értekezését. 1928–31 között a Koppenhágai Egyetem Elméleti Fizikai Intézetében dolgozott — ezt megszakítva Ernest Rutherforddal működött együtt a Cambridge-i Egyetem Cavendish Laboratóriumában. Koppenhágában barátkozott össze a nála pár évvel fiatalabb Teller Edével.
Egy darabig együttműködött a szovjet hatóságokkal (1931–1933 között a Leningrádi Műszaki Főiskolán tanított), de a növekvő elnyomás hatására elhagyta az országot. Két első szökési kísérlete (a Fekete-tengeren át Törökországba, illetve Murmanszkon át Norvégiába) a kedvezőtlen időjárás miatt meghiúsult. 1933-ban sikerült útlevelet szereznie feleségének és magának egy brüsszeli konferenciára, ahonnan nem tért haza. 1934-ben az Egyesült Államokba költözött, ahol 1940-ben kapott állampolgárságot.
1934-től a George Washington Egyetemen dolgozott. Amikor meghívták professzornak a magfizika oktatására, kikötötte, hogy csak akkor megy, ha Teller Edét is viheti magával. „Ez az ember mindent tud!” — mondta róla. Közösen dolgozták ki a termonukleáris magfúzió elméletét. Ebben az időszakában Teller mellett főleg Mario Schoenberggel és Ralph Alpherrel publikált.
1954-ig Washingtonban maradt, 1956-ig a Berkeleyben a Kaliforniai Egyetemen dolgozott, majd a boulderi Colorado Egyetemen. 1956-ban az UNESCO a Kalinga-díjjal tüntette ki a tudomány népszerűsítő munkájáért.
Erősen excentrikus személyiségét John Gribbin a következőképp jellemzi: Gamownak megvolt az az örvendetes, bár (a kollégái számára) bosszantó képessége, hogy hiányos vagy egész egyszerűen hibás érvelés alapján mély meglátásokra jutott. Így például 1952-ben kiadott, The creation of the Universe című művében a kozmikus mikrohullámú háttérsugárzás várható hőmérsékletét a rá jellemző számítási hibák egyike miatt a ténylegesen számított érték 10-szeresének, 50 K-nek adta meg. Viselkedése, megjelenése meglehetősen feltűnő volt; így például fölöttébb kedvelte az extravagáns, jól láthatóan drága autókat.
Nagyszerűen értett a tudomány népszerűsítéséhez; a fizika és a kozmológia alapjait közérthetően elmagyarázó művei igazi bestsellerekké váltak.

## Munkássága
Első alapvető eredményét 1928-ban érte el, amikor kidolgozta az alagúthatás elméletét, és ezzel meg tudta magyarázni a természetes alfa-bomlást. Ugyanez a jelenség egy másik következményeként lehetővé tette, hogy (nagyon ritkán) az addig feltételezettnél jóval kisebb energiájú protonok is beépülhessenek az atommagba.
Ő volt az első, aki (a washingtoni egyetemen töltött időszakában) a kozmológiai elgondolásokból megpróbálta kiszámolni, hogyan keletkezhettek az egyes elemek. Az ősrobbanás elméletét elfogadó első fizikusok egyikeként úgy gondolta, hogy az univerzum kezdetben sűrű és forró neutrongáz volt, de ilyen körülmények között a neutronok gyorsan elbomlanak egy protonra és egy neutronra — ezekből áll a hidrogén. Kellőképp sűrű és forró viszonyok között az ütköző protonok deutérium atommagokká olvadnak össze, és a további ütközések eredményeként alakulnak ki a hélium meglehetősen stabil atommagjai (az alfa-részecskék). Frissen végzett tanítványára, Ralph Alpherre bízta a konkrét számításokat, és megállapították, hogy a héliumnál nehezebb elemek ebben a folyamatban nem keletkezhetnek, mert mire ehhez elegendő hélium kialakul, a világegyetem túlságosan kitágul és lehűl, miáltal a magfúzió leáll. Ezt az alapvető kozmogóniai gondolatot Alpherrel közös cikkben tette közzé 1948-ban. Sajátos humorával Alphert tette meg első szerzőnek és másodiknak beszúrta barátja, a szintén kozmológus Hans Albrecht Bethe nevét (akinek semmilyen szerepe nem volt a cikkben, sőt, egyes források szerint Gamow meg se kérdezte arról, adja-e a nevét a cikkhez), hogy a mindenek kezdetét tárgyaló Alpher–Bethe–Gamow elmélet a görög ábécé első három betűjére utaljon. (A nehezebb elemek kialakulását később Fred Hoyle számította ki.)
Ugyancsak 1948-ban rájött arra, hogy a magfúzió feltételeként az ősrobbanásnak nagyon forrónak kellett lennie, de nem lehetett túl forró, mert akkor a nagy energiájú fotonok frissiben szétszakították volna az éppen csak létrejött alfa-részecskéket. Ezt az ötletét is megosztotta Ralph Alpherrel, aki Robert Hermannnal közösen (Gamow eredeti elképzelésének szinte minden részletét helyesbítve, illetve felülírva) kiszámította először, hogy a héliumot létrehozó magfúzióhoz egymilliárd fok feletti hőmérsékletre volt szükség, majd ezután, hogy a ősrobbanásból kozmikus mikrohullámú háttérsugárzásnak kellett visszamaradnia, és ennek hőmérséklete 10 K-nél kisebb kell legyen, körülbelül 5 K. Gamow eleinte el sem hitte, hogy ennek a jóslatnak bármiféle gyakorlati következménye lenne, illetve az bármiképp ellenőrizhető lenne. Néhány év alatt azonban megbarátkozott a gondolattal, és több cikkében is foglalkozott vele. A háttérsugárzás leírását bevette tudománynépszerűsítő könyveibe (The creation of the Universe, 1952) is, aminek hatására a közvéleményben az az elképzelés alakult ki, hogy a háttérsugárzást Gamow jósolta meg.
A csillagokban lezajló fúziós reakciókra alapozva kidolgozta a csillagok fejlődésének új modelljét. Részt vett az ősrobbanás elméletének kidolgozásában.

## Könyvei
Közel harminc tudományos ismeretterjesztő könyvet írt; némelyiket maga is illusztrálta. Néhány könyve:
- One, Two, Three… Infinity (1947, Viking Press)
- The Origin of Chemical Elements (1948, Ralph Alpherrel közösen)
- The Creation of the Universe (1952, Dover Science Books, 1961-ben átdolgozta)
- Physics – Foundations and Frontiers (1960, John M. Clevelanddel, magyarul Fizika, Gondolat Kiadó, Budapest, 1977, 600 old., ISBN 9632801490)
- Biography of physics (1961, magyarul A fizika története, Gondolat Kiadó, Budapest, 1965)
- Gravity (1962)
- A Planet Called the Earth (1963)
- A Star Called the Sun (1964)
- Mr. Tompkins in Paperback (1965, Cambridge University Press, magyarul Tompkins úr kalandjai a fizikával, 1976)
- Thirty Years That Shook Physics: The Story of Quantum Theory, 1966, Dover Publications

### Magyarul
- A fizika története; ford. Kiss István, versford. Bárány György, ill. a szerző; Gondolat, Bp., 1965
- George Gamow–John M. Cleveland: Fizika; ford. Svékus Olivér; Gondolat, Bp., 1973
- Tompkins úr kalandjai a fizikával; ford. Tarján Rezsőné, ill. a szerző, John Hookham; Gondolat, Bp., 1976

## Idézetek
„A ciklotronban alkalmazott elektromos feszültség nem elég nagy egy parányi atommag széttöréséhez, de egy hatalmas ökröt könnyen leterít.”

## Fordítás
- Ez a szócikk részben vagy egészben a George Gamow című angol Wikipédia-szócikk ezen változatának fordításán alapul.  Az eredeti cikk szerkesztőit annak laptörténete sorolja fel. Ez a jelzés csupán a megfogalmazás eredetét és a szerzői jogokat jelzi, nem szolgál a cikkben szereplő információk forrásmegjelöléseként.